# Dolomedes facetus
Dolomedes facetus är en spindelart som beskrevs av Ludwig Carl Christian Koch 1876. Dolomedes facetus ingår i släktet Dolomedes och familjen vårdnätsspindlar. Inga underarter finns listade i Catalogue of Life.

## Föda
Arten har observerats predera på fisk, bland annat Carassius auratus och Xiphophorus.